# Invermay n.º 305
Invermay n.º 305 es un municipio rural canadiense situado en la provincia de Saskatchewan.

## Superficie
Invermay n.º 305 tiene una superficie de 694,14 km².

## Demografía
En 2021, tenía 269 habitantes, una densidad poblacional de 0,4 hab./km², y 133 viviendas.